# Ghana i olympiska vinterspelen 2022
Ghana deltog i de olympiska vinterspelen 2022 som ägde rum i Peking i Kina mellan den 4 och 20 februari 2022.
Ghanas lag bestod av en manlig alpin skidåkare, vilket var första gången sedan 2010 landet deltog i alpin skidåkning. Den alpina skidåkaren Carlos Mäder var landets fanbärare vid öppningsceremonin. En volontär var fanbärare vid avslutningsceremonin.

## Alpin skidåkning
Ghana kvalificerade en manlig alpin skidåkare till OS, Carlos Mäder. Mäder föddes i Ghana, men adopterades av schweiziska föräldrar och har bott i Schweiz under större delen av sitt liv. Mäder var den äldsta alpina skidåkaren vid OS och lyckades inte fullfölja sitt åk i herrarnas storslalom.
| Idrottare    | Gren                 | Åk 1 | Åk 1      | Åk 2             | Åk 2             | Totalt           | Totalt           |
| Idrottare    | Gren                 | Tid  | Placering | Tid              | Placering        | Tid              | Placering        |
| ------------ | -------------------- | ---- | --------- | ---------------- | ---------------- | ---------------- | ---------------- |
| Carlos Mäder | Herrarnas storslalom | DNF  | DNF       | Gick inte vidare | Gick inte vidare | Gick inte vidare | Gick inte vidare |